# Gang Uralmash
Le gang Uralmash (en russe : Уралмашевская группировка) est un syndicat du crime de la mafia russe basé dans la ville d'Iekaterinbourg.

## Description
Fondé à la fin des années 1980 par un groupe d'anciens sportifs dirigé par les frères Tsyganov, le groupe a consolidé le contrôle de plusieurs entreprises de la ville lors de la transition vers une économie de marché, dont la célèbre usine Ouralmach de Iekaterinbourg (d'où le groupe tire son nom). Les bénéfices tirés du racket ont ensuite été réinvestis dans un certain nombre d'entreprises légitimes, élargissant la portée du groupe.

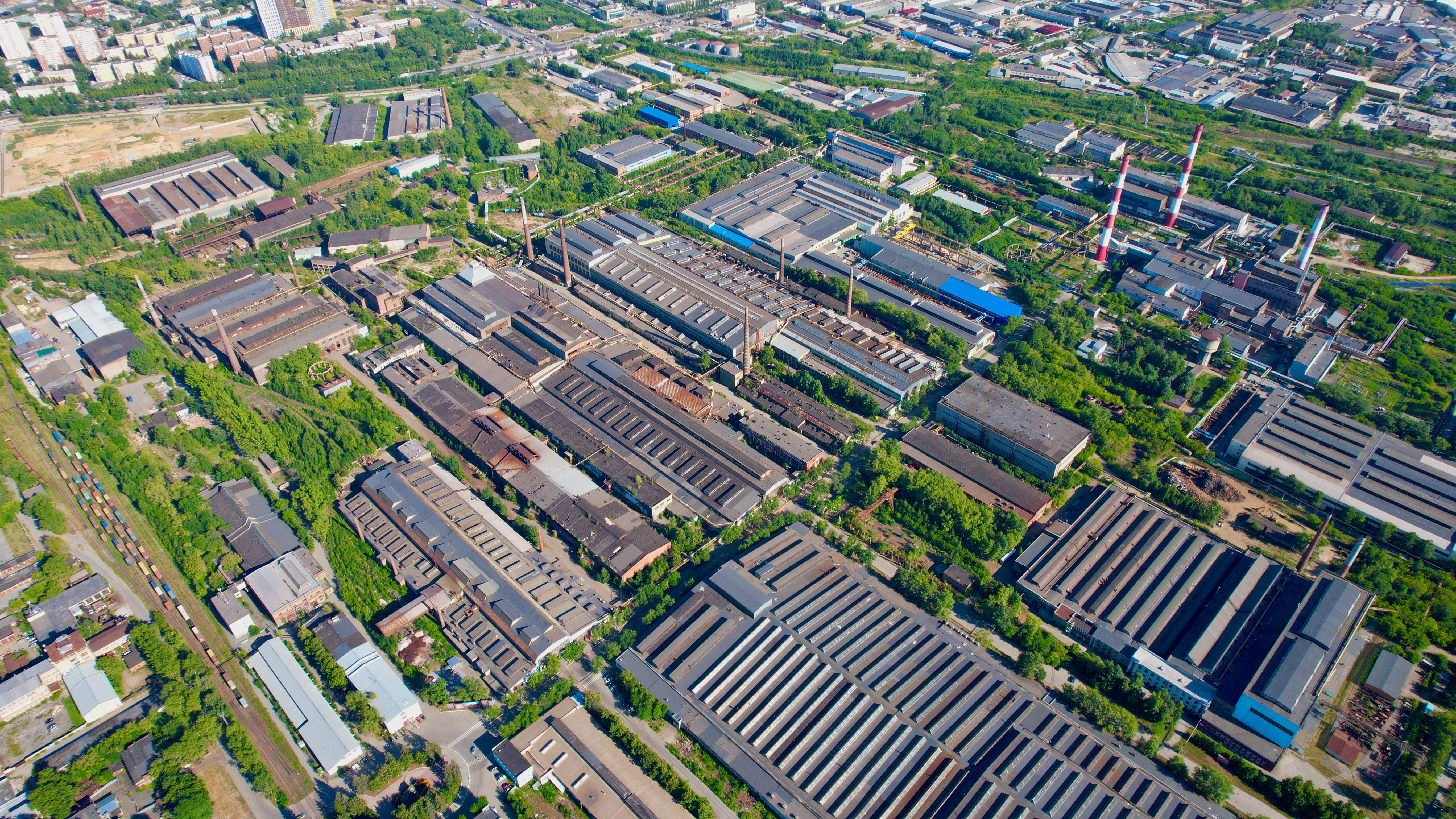
Vue aérienne de l'usine Ouralmash en 2022.

Au cours des années 1990, le groupe Uralmash a été impliqué dans un certain nombre de guerres de gangs. L'un était un conflit interne, entre les criminels plus traditionnels qui obéissaient au Code des voleurs et les sportifs, qui dominaient l'organisation et finirent par s'imposer. Un autre était un violent affrontement avec le gang Central, leurs principaux rivaux dans la ville. Le nombre de morts était si grand que les deux gangs avaient leurs propres cimetières. Les pierres tombales étaient souvent conçues de manière extrêmement élaborée et portaient des images de personnes enterrées, habillées à la mode classique des gangsters des années 1990 (survêtement, veste en cuir, etc.). Parfois, les surnoms des gangsters et/ou leurs compétences particulières étaient également gravés sur la pierre tombale (par exemple, expert en judo).
Au cours des années 1990, l'Uralmash a également été impliqué dans un groupe d'autodéfense, City Without Drugs, qui ciblait à la fois les trafiquants de drogue et les consommateurs dans le but de débarrasser la ville du trafic d'héroïne. Les revendeurs ont été battus et brutalisés, souvent publiquement pour envoyer un message aux autres, tandis que les toxicomanes ont été enchaînés à des radiateurs et forcés de faire la dinde froide (en) (sevrage brutal). Cette action peut avoir fait partie d'une campagne de relations publiques pour légitimer le groupe. L'Uralmash a également organisé des défilés de mode pour collecter des fonds pour les enfants de la ville.
À la fin de la décennie, les dirigeants d'Uralmash ont de plus en plus légitimé leur entreprise et sont finalement devenus un parti politique enregistré, l'Union socio-politique Uralmash (en abrégé OPS, un jeu intentionnel sur le terme utilisé par les forces de l'ordre russe OPS, ou Société criminelle organisée). Cependant, jusque dans les années 2000, les membres de l'Uralmash étaient toujours engagés dans des activités criminelles et du racket, et la plupart des entreprises d'Ekaterinbourg devaient leur verser de l'argent de protection.
En 2015, l'ex-député de la Douma d'État d'Ekaterinbourg et chef du crime internationalement recherché de l'OPS Uralmash Alexander Kukovyakin, également connu sous le nom de "Kuka", a été arrêté par Interpol à Dubaï avec son fils aîné Konstantin. Kukovyakin a ensuite été extradé vers Ekaterinbourg et condamné à 5 ans de prison.
Ievgueni Roïzman a été accusé de liens avec l'organisation lors de sa campagne à la mairie en 2013.